# Den Fynske Landsby
Den Fynske Landsby er et frilandsmuseum i Odense, som indeholder gårde og huse, som de så ud på Fyn i 1800-tallet. Landsbyen ligger i forbindelse med lystskoven Fruens Bøge og indeholder i alt 25 bygninger og bygningskomplekser fra det fynske område. Bygningerne stammer fra cirka år 1500 til op på den anden side af år 1900. Fordelingen af bygninger er fem gårde – herunder præstegård og vandmølle – samt fem husmandsteder, en kro, en skole, et sprøjtehus, en barklade og en vindmølle. Bebyggelsessituationen fem gårde og fem husmandssteder svarer til det som var almindeligt omkring år 1800. Landsbyen rummer også et teglværk fra 1893.
Landsbyen er et bygningsmuseum, men formidler samtidig socialhistorie og landbrugshistorie, og indeholder derfor også talrige originalgenstande, som belyser dette.
Gennem udstillinger og originalgenstandene i de gamle bygninger anskueliggøres således den store udvikling og de forandringer som 1800-tallet bød på, både i husenes indretning, i det tøj folk havde på, og i de landbrugsredskaber der blev udviklet og anvendt til dyrkning af markerne.
I ferieperioder og især om sommeren anskueliggøres historen med levende personer. Almindelige arbejdsopgaver fra landsbyen i 1800-tallet udføres af formidlere klædt i 1800-tals dragter. Der laves således mad på de de gamle komfurer, udføres træarbejde i huggehuset, væves stof på den gamle væv, brygges øl eller smedes hestesko i smedien. Den Fynske Landsby har mange husdyr, oftest af de bevaringsværdige danske racer: kvæg af rød dansk malkerace, frederiksborgheste, danske landgeder, landfår, høns, m.fl.
Landskabet rummer ud over bygningerne eksempler på nytte- og prydhaver, med store mængder frugttræer af gamle fynske sorter. Samtidig holdes arealerne autentiske ved at man opdyrker bymarkerne i syvårigt sædskifte som i 1800-tallet.

## Historie
Den Fynske Landsby blev foreslået anlagt allerede i 1919, men først i 1942 begyndte arbejdet som et beskæftigelsesprojekt under anden verdenskrig. Den 1. april 1946 åbnede museet for publikum under overværelse af kong Christian 10.
De fleste frilandsmuseer i Nordeuropa fik i første halvdel af 1900-tallet anlagt et amfiteater, med det formål at have et sted at kunne samles til kulturelle begivenheder – oftest af national karakter. I 1944 åbnede Den Fynske Landsby derfor også en friluftsscene, kaldet en festplads, der i årene efter anden verdenskrig samlede tusinder af fynboer til alsang – en tradition, der blev genoptaget med stor succes i 1990'erne. Amfisceneområdet blev, samtidig med bygningen af det nye besøgscenter i 2005, istandsat og fik i den forbindelse tilføjet nye servicebygninger med toiletter, teknik og kiosk samtidig med at selve scenen fik tilføjet en stor ny overdækning. I de senere år har scenen dannet ramme om besøg af kunstnere som Van Morrison, Bryan Ferry og, i 2011, Bob Dylan.

## Besøgscenter
Besøgscentret er indgangen til Den Fynske Landsby og indeholder en lille biograf med introduktionsfilm samt den permanente udstilling Moderne tider?, som fortæller om de fynske landbosamfund i 1800-tallet.

## Bygninger i landsbyen
Bygningerne i landsbyen er nedtaget fra deres oprindelige placeringer rundt om på Fyn og øerne og herefter genopført i Den Fynske Landsby, præcis som de så ud på deres oprindelsessted. Langt de fleste er bindingsværksbygninger, da murede bygninger først blev almindelige på landet på Fyn ret sent i 1800-tallet.
Blandt bygningerne er Fjeldstedgården fra Fjelsted på Nordvestfyn. To af gårdens længer er sulebyggede. De dateres tilbage til 1500-tallet og gården er dermed en af de ældste bevarede gårde i Danmark.
Sortebro Kro, der oprindelig lå lige ved den gamle Nyborg-Svendborg-landevej ved broen Sortebro, som med sin centrale position midt på postruten Nyborg-Svendborg var et naturligt stop for de syv ugentlige postture, der gik forbi kroen i sidste halvdel af 1800-tallet.
Yderlige kan nævnes Tommerup Præstegård med stuehus fra 1692, men som på mange måder afspejler tiden omkring 1900.
En usædvanlig bygning er Bladstrup Teglværk fra 1893. Det repræsenterer som det eneste eksisterende i Danmark en meget gammel teknologi med kammerovn. Oprindelig var der mange hundrede teglværker af denne art i landet. Teglværket reflekterer den øgede byggeaktivitet med mursten i slutningen af 1800-tallet.
| Bygning                       | Oprindelse                                                   | Opført                                                   |
| ----------------------------- | ------------------------------------------------------------ | -------------------------------------------------------- |
| Barkladen                     | Lykkesholm Skov på Langeland                                 |                                                          |
| Brahesborgladen               | Hovedgården Brahesborg på Vestfyn                            | Sandsynligvis omkring 1650                               |
| Birkedommerfængslet           | Liselund                                                     | 1700-1800-tallet                                         |
| Boelstedet                    | Melby                                                        |                                                          |
| Bomhuset                      | Langeskov                                                    | Omkring 1793                                             |
| Fjeldstedgården               | Fjelsted                                                     | 1500-tallet                                              |
| Havehuset                     | Riisingsminde                                                | Omkring 1800-tallet                                      |
| Hospitalet                    | Katterød                                                     | 1700-tallet                                              |
| Husmandssted fra Lunge Bjerge | Lunge Bjerge på Vestfyn                                      | 1800-tallet                                              |
| Husmandssted fra Turup        | Landsbyen Vedtofte på Sydvestfyn                             | Slutningen af 1700-tallet                                |
| Keglebanen                    | Erholm mellem Odense og Middelfart                           | 1835                                                     |
| Landarbejderhuset             | Fjellerup                                                    | Midten af 1700-tallet                                    |
| Præstegården                  | Tommerup                                                     | 1692 og senere ombygget                                  |
| Skamby-Torupgården            | Torup i Skamby Sogn, cirka 14 km nordvest for Odense         | Midten af 1800-tallet.                                   |
| Skolen                        | Eskær på Tåsinge                                             | 1826                                                     |
| Smedien                       | 500 meter øst for den sydfynske landsby Ulbølle              | 1849                                                     |
| Sprøjtehuset                  | Turup på Vestfyn                                             | Kopi efter original fra 1866                             |
| Sortebro Kro                  | Mellem Brudager og Lakkendrup, cirka 9 km nord for Svendborg |                                                          |
| Teglværket                    | Bladstrup                                                    | 1890                                                     |
| Træskomageren                 | Vigerslev, cirka 15 km nordvest for Odense                   | 1838                                                     |
| Tolænget gård                 | Ærø                                                          | 1780                                                     |
| Vandmøllen                    | Nord for landsbyen Davinde, cirka 11 km sydøst for Odense    | 1800-tallet                                              |
| Vindmøllen                    | Maderup, cirka 8 km syd for Bogense                          | 1832                                                     |
| Væbnergården                  | Dalby på Hindsholm                                           | Stuehuset menes at være fra anden halvdel af 1600-tallet |

## Friluftsscenen
I udkanten af landsbyen ligger den overdækkede friluftscene, som løbende danner ramme for teater, stævner og koncerter af forskellig art. Sceneområdet er bygget som et amfiteater og kan rumme ca. 2200 personer. I årets løb arrangeres koncerter med både mere og mindre kendte musikere. Mere fremtrædende kunstnere på scenen har blandt andre været Shu-bi-dua, Dizzy Mizz Lizzy, Agnes Obel, Katie Melua, Status Quo, Kim Larsen, TV-2 og Lars Lilholt Band.
Friluftscenen lægger også gulv til det årlige H.C. Andersen Festspil, som har fundet sted 1965, hvor Klaus Pagh fostrede ideen om, at der hvert år skulle opføres et af H.C. Andersens eventyr på friluftscenen. Siden har der traditionen tro, hver sommer været opført et af H.C. Andersens eventyr eller et stykke med relation til hans liv og digtning. Opsætningen er således en årlig sommertradition. Festspillet spiller hvert år i juli og august.

## Galleri
- Vindmøllen Maderup Mølle
- Udsigt i Den Fynske Landsby
- Mølle i Den Fynske Landsby
- Arbejder i Den Fynske Landsby